# 甲基丙二酸单酰辅酶A差向异构酶
甲基丙二酸单酰辅酶A差向异构酶（英語：Methylmalonyl CoA epimerase，亦可简称为甲基丙二酰辅酶A表异构酶）是一种将(S)-甲基丙二酸单酰辅酶A转换为(R)型。